# Гликемический индекс
Гликемический индекс (ГИ) (англ. glycemic (glycaemic) index, сокращённо GI) — показатель влияния углеводов в продуктах питания на изменение уровня глюкозы в крови относительно влияния чистой глюкозы. 
За эталон принято изменение уровня сахара в крови в течение 2 часов после употребления глюкозы. ГИ глюкозы принят за 100. ГИ остальных продуктов отражает сравнение влияния содержащихся в них углеводов на изменение уровня сахара в крови с влиянием такого же количества глюкозы.
Углеводы с низким ГИ медленнее усваиваются, всасываются и метаболируют, и вызывают меньшее и более медленное повышение уровня сахара в крови, а следовательно, как правило, уровня инсулина.
Например, в 100 граммах сухой гречки содержится 72 грамма углеводов. То есть, при употреблении гречневой каши, приготовленной из 100 граммов сухой гречки, мы получим 72 грамма углеводов. Углеводы в организме человека расщепляются ферментами до глюкозы, которая всасывается в кровь в кишечнике. ГИ гречки равен 54. Это означает, что употребление гречневой каши, приготовленной из 100 граммов сухой гречки, приведет к такому же изменению сахара в крови в последующие два часа, как употребление 72×0,54=39 г чистой глюкозы. С помощью данного расчета определяется гликемическая нагрузка продуктов питания.
Часто гликемическим индексом ошибочно называют скорость изменения уровня сахара в крови после употребления продуктов. Продукты с низким ГИ действительно усваиваются, как правило, медленнее, чем продукты с высоким ГИ. И, соответственно, медленнее повышают уровень сахара в крови. Но, согласно международному стандарту ISO 26642:2010, в процессе определения гликемического индекса скорость изменения сахара в крови не измеряется.

## Открытие гликемического индекса
Понятие гликемический индекс впервые введено в 1981 году доктором Дэвидом Дж. А. Дженкинсом, профессором университета Торонто в Канаде. Для того, чтобы определить, какое питание более благоприятно для людей, болеющих диабетом, он измерял концентрацию глюкозы в крови после употребления порции продукта, содержащей 50 граммов углеводов. Описание методики и результаты он изложил в 1981 году в статье «Гликемический индекс продуктов питания: физиологический базис углеводного обмена». До этого диета для людей с диабетом была основана на системе углеводного расчёта и была очень сложной и не всегда логичной. При расчёте порций углеводов полагались на то, что все продукты, содержащие сахар, оказывают одинаковое действие на уровень сахара в крови. Дженкинс был одним из первых учёных, кто с сомнением отнёсся к этому и стал исследовать, как реальные продукты питания ведут себя в организмах реальных людей. Было протестировано множество продуктов и получены удивительные итоги. Так, например, мороженое, несмотря на высокое содержание сахара, оказывало значительно меньшее влияние на уровень сахара в крови, чем обычный хлеб. На протяжении 15 лет[когда?] медики-исследователи и учёные во всем мире тестировали влияние продуктов питания на уровень сахара в крови и разработали новое понятие классификации углеводов, основанное на гликемическом индексе.

## Польза знаний о гликемическом индексе
Причины, по которым следует придерживаться рациона с низким ГИ, по мнению Glycemic Index Foundation:
- легче управлять уровнем сахара при диабете
- рекомендован Международной федерацией гинекологии и акушерства[вд] при гестационном сахарном диабете
- для достижения и поддержания нормального веса[8]
- для здорового протекания беременности
- для поддержания здоровья сердца
- для поддержания запасов энергии на необходимом уровне
- для повышения умственного потенциала
- для улучшения спортивных показателей
- для снижения риска рака груди
- рекомендован при синдроме поликистозных яичников[9]
- для здоровья глаз
- оказывает положительное влияние при акне

Содержание сахара в крови (гликемия) является одной из самых важных управляемых переменных у живых организмов. Из определения следует, что чем выше ГИ продукта, тем сильнее повышается уровень сахара в крови после его употребления. На повышение уровня сахара организм реагирует секрецией инсулина, основная функция которого заключается в снижении уровня сахара в крови. Вся глюкоза, которая не востребована для текущих энергозатратных процессов и пополнения запасов гликогена в мышцах и печени, попадает посредством липогенеза в жировые клетки. Кроме того, инсулин подавляет активность ферментов, расщепляющих гликоген и жиры, то есть обладает также и антикатаболическим эффектом. Другими словами, употребление продуктов с высоким ГИ способствует накоплению жира и препятствует сжиганию жира. Секрецию инсулина вызывает также употребление белков. Это необходимо учитывать, принимая решение о том, следует ли и что именно съесть перед тренировкой, целью которой является жиросжигание.
Но главная проблема продуктов с высоким ГИ заключается в их высокой калорийности. Даже маленькая порция пищи с высоким ГИ, как правило, содержит много калорий. Кроме того, такие продукты насыщают[уточнить] куда хуже менее калорийной пищи. Если говорить о высокоуглеводных продуктах, то чем ниже их калорийность, тем лучше они насыщают.
Употребление продуктов с низким ГИ обеспечивает равномерное пополнение энергетических запасов организма. Но чрезмерное потребление любой пищи независимо от ГИ неизбежно приведет к увеличению жировых запасов организма. Для поддержания формы необходимо соблюдать баланс потребления и расхода калорий.
В исключительных случаях употребление продуктов с высоким ГИ может быть оправдано необходимостью быстрого пополнения запасов энергии для интенсивных физических нагрузок. Например, во время марафона спортсмены употребляют еду и напитки с высоким ГИ.

## Продукты с ГИ 100 и выше
В результате употребления некоторых продуктов питания уровень сахара в крови повышается больше, чем в результате употребления чистой глюкозы. Следующие продукты, широко распространенные в России, согласно исследованиям Сиднейского университета, могут обладать ГИ на уровне 100 и выше:
- Белый хлеб — до 100
- Мальтоза (входит в состав некоторых продуктов) — 105
- Кукурузный хлеб — до 110
- Варёный белый рис — до 112
- Варёный и запеченный картофель — до 118
- Сухие завтраки из кукурузных хлопьев — до 132
- Мальтодекстрин (входит в состав спортивного питания, детского питания и сластей) — 105—135 (в зависимости от способа производства)

## Методика определения гликемического индекса
Методика определения гликемического индекса регламентируется международным стандартом ISO 26642:2010. Описание методики также приводится на сайте Glycemic Index Foundation.
Десять (или более) здоровых добровольцев натощак в течение 15 минут употребляют порцию продукта, содержащую 50 граммов углеводов. В течение следующих двух часов через каждые 15 минут у них замеряют уровень сахара в крови, а полученные значения отмечают на графике. Площадь под получившейся кривой в стандарте ISO 26642:2010 называется IAUC — Incremental Area Under the (blood glucose response) Curve, что можно перевести как «площадь под кривой» (уровня сахара в крови). Так как изменение уровня сахара в крови в результате употребления одной и той же порции продукта каждым из добровольцев будет различным, для одного исследуемого продукта питания будет получено 10 (или более) значений IAUC.
Аналогичным образом для каждого из добровольцев определяют IAUC эталонного продукта (50 граммов чистой глюкозы).
Затем IAUC исследуемого продукта каждого из добровольцев делят на его IAUC чистой глюкозы и умножают на 100. Гликемическим индексом продукта называют среднее арифметическое полученных значений для всех добровольцев.
Таким образом, ГИ продукта питания — это результат деления его IAUC на IAUC чистой глюкозы, умноженный на 100.
ГИпродукта = (IAUCпродукта / IAUCглюкозы) * 100
Технология довольно проста, и здоровый человек может определить ГИ любого продукта самостоятельно в домашних условиях.